# Jana Burešová
Jana Burešová (* 1. března 1959, Šternberk) je česká historička.

## Životopis
Vystudovala Slovanské gymnázium v Olomouci (1978) a historii na Filozofické fakultě Univerzity Palackého v Olomouci (1982). V roce 1982 získala doktorát (PhDr.), v roce 1992 kandidaturu (CSc.), v roce 2001 se habilitovala a v roce 2010 byla jmenována profesorkou.
Věnuje se dějinám 20. století, postavení žen ve společnosti, emigraci a regionální historii. Podílela se na kolektivních monografiích o dějinách Olomouce, Litovle a Uničova.